# لولوة الحمود
لولوة عبد الرازق الحمود (1967، الرياض، السعودية) فنانة تشكيلية سعودية، وهي أول سعودية تحصل على الماجستير من جامعة سانت مارتن المركزية للفنون تخصص الفن الإسلامي، نسقت العديد من المعارض في دول مختلفة من بينها متحف Duolun في الصين، ومعرض الفن السعودي في SOAS غاليري بروناي، وبيعت أعمال الحمود من قبل دار كريستيز في دبي، ودار سوذبيز للمزدات في لندن وكذلك بونهامز في لندن، كما اقتنيت أعمالها من قبل متحف القارات الخمس في ميونخ في ألمانيا، متحف LACMA في لوس أنجلوس. ومتحف جيجو في كوريا.

## الفلسفة وراء أعمالها
تقول الحمود في إحدى حواراتها: «أنا اخترت فناً يعبّر عن إيماني وليس مشاعري، فهناك فن وقتي يعبّر عن مشاعر وقتية، وآخر أزلي يعبّر عن ديمومة الخالق وعلاقة الروح بخالقها وبالكون عموماً، أكثر ما يثير حماسي لأنتج أعمالي هو القراءة والتأمل في الكون وقوانينه العلمية».

### سلسلة المكعبات
تضيف لولوة الحمود حول فلسفتها في هذا المعرض: "دائما ما أنجذب إلى التعبير عن إيماني الداخلي باستخدام أشكال مجردة، ففي سلسلة المكعبات مثلاً: أتناول موضوع تحويل الشكل الأساسي لمكعب ما إلي تكوين معقد ومتداخل، يوحي فيه كل من البناء والتركيب بالنمو والاستمرارية والأبدية، وفي ذات الوقت، يوحي التكوين بالتوازن المستقر للا متناه الذي يسود العالم المتناهى.

### الجوانب الروحية
الحمود تميل دائماً إلى التعبير عن الإبداع من خلال الأشكال المجردة، فقد كانت اللغة العربية وتطويرها محط اهتمامها وافتتانها كباحثة وفنانة، الأمر الذي سعت من خلال أعمالها إلى إلقاء نظرة أعمق على القواعد الخفية للخلق بنمط رياضي، ضمن إطار نمو وتطوير كل شيء في الطبيعة؛ حيث تؤكد أنه بإمكان اللغة الخفية التي نستبعدها في حياتنا اليومية أن تعطي المعنى من خلال الجوانب الروحية، وفي مجال البحث، تجد طريقها من خلال الجمع ما بين الفن والعلم.

### الغموض البصري
تقول الحمود: «تعنى أعمالي بالغموض البصري وتتناول علاقتها بين الوحدة والتعدد، وابتكر طبقات من الإيقاع وهذه الطبقات ترمز إلى التداخل الأبدي بين المعرفة والإيمان والحب، وطالما استهوتني الهندسة كشكل مجرد يحرر اللغة الخفية للكون والخلق من خلال تجاوز مظهرها الخارجي، يستند منهجي على العلم والرياضيات مما يمكنني من فك أسرار في قاعدتها المتوارثة دون أن أكون سجينة لمشاعري ودون الاستجابة العاطفية للأحداث في حياتي اليومية.

## دراستها
1988: حصلت على بكالوريوس في علم الاجتماع من جامعة الملك سعود.
1997: حصلت على بكالوريوس في التصميم الجرافيكي والسمعي البصري، من الكلية الأمريكية في لندن.
2000: حصلت على الماجستير في تصميم الاتصال، مع تركيز على الفن الإسلامي، من كلية الفنون والتصميم في لندن.
تعلمت قواعد الخط العربي من فنان الخط البكستانى رشيد بت، واستلهمت أعمالها من فنان الخط المصرى أحمد مصطفى، وقد استوحت أعمالها من خلال بحثها في تطوير اللغة العربية في القرن العاشر الميلادي في الدولة العباسية.

## أعمالها ومسيرتها الفنية
- تعمل الحمود مستشارة فنية وخبيرة تصميم هويات للشركات، وتتلقى طلبات استشارة من متاحف ومعارض وشخصيات ومؤسسات بارزة.
- شاركت في العديد من المعارض الدولية في لندن، كوريا، هونغ كونغ، ألمانيا، الصين، الدوحة، باريس، دبي، نيويورك، سويسرا، بيروت، وبعض المتاحف العالمية.
- اقتنيت لوحة من سلسلة «لغة الوجود» من قبل متحف القارات الخمس في ميونيخ، وأخرى باسم «سبحان الله» اقتناها متحف لوس أنجلوس ومعروضة حالياً هناك، وكانت هي الوحيدة المشاركة من منطقة الشرق الأوسط من ضمن 36 فناناً في متحف كوريا للفن المعاصر في جزيرة غيغو الذي افتتح عام 2009، إذ اقتنى عملها المشارك آنذاك.
- أمضت ستة أسابيع في مدرسة في لندن للتعريف بالخط العربي والتصميم.

### المعارض الفنية
منذ 1999: نظمت أحداث ثقافية.
منذ 2001 و2008: شاركت في معارض فنية في لندن ومدن أخرى.
2006: شاركت مع المتحف البريطاني في مشروع يهدف إلى نشر الثقافة العربية الإسلامية في المدارس البريطانية.
2008: أشرفت على أول معرض سعودي للفن المعاصر تحت عنوان «أيدج أوف أرابيا» الذي أقيم في جاليري بروناي في لندن.
2009: اختيرت أعمالها لمزاد «كريستيز الشرق الأوسط» في دبي.
2009: أنشأت مشروع "كيوب آرتس"CUBE Arts" في نهاية العام مع ريم الفيصل، ونفذتا مشروعهما الأول ترويج الجناح "سعودي أرابيان بافيليون" في "معرض وورلد إكسبو" في شنغهاى 2010، ونظمتا "المعرض السعودى الشامل الأول" في متحف وطنى للمرة الأولى في آسيا، حيث صممت شعارات عدة من ضمنها الجناح السعودي، بالإضافة لتصميم 118 جدارية.
2010: شاركت في معرض The art of writing-Bilder werden geschrieben في هامبورغ.
2011: أقامت معرض «ترويض الروح» في العاصمة البريطانية.
2011: شاركت في معرض «سوندرام تاغور» في نيويوك.
2013: انفردت بمعرضها «أنتولوجي»، في صالة الرواق، في البحرين.
2014: افتتحت معرضها الأول في دبى في Art Space Gallery بعنوان 9*9.
2015: دعيت لحضور معرض فردى يضم أعمالها في متحف الشارقة للخط.
2016: أقامت معرض في غاليري نايلا للفنون تحت عنوان (SUBLIMk) كأول معرض شخصي تقيمه في السعودية.

## مختارات من حوارات لولوة الحمود[3]
_ أتبع مدرسة الفن الإسلامي الذي يحمل في طياته العلاقة بين المحدود واللامحدود والوحدة والتعدد، وهي لغة يُعنى بها علما الهندسة والرياضيات.
_ الظواهر الكونية تستدعي التأمل لنفهمها، وأعمالي تعني بلغة الكون والإيمان بخالقه.
_ الفن له رسالة سامية.
_ التأمل بلغة الوجود والنظر عن قرب للعلاقة بين عناصره تدفعني للتساؤل، ما هو التجريد وما هو المسلم به، ما هو المعتاد وما هو المبتكر؟
_ ما نراه الآن في المعارض الفنية العالمية قد لا يتعدى الإعلان والرغبة في صدمة الآخرين.
_ الفن لا حدود له وليس بالضرورة أن يقتصر على اللوحة ولكن المعلوم أن للفن سلما يتدرج به الفنان.
_ أعمالي ليست سهلة القراءة وتستدعي أن يقف المتلقي أمامها طويلا ليفهم مغزاها ويقرأها من خلال تركيباتها.
_ للحرف والشكل الهندسي البسيط معان تعبّر عن الإيمان وعن العلاقة بين المخلوق والخالق.
_ أعمالي تعنى بالغموض البصري وتتناول علاقتها بين الوحدة والتعدد.
_ أرمز إلى التداخل الأبدي بين المعرفة والإيمان والحب، تستهويني الهندسة كشكل مجرد يحرر اللغة الخفية للكون والخلق من خلال تجاوز مظهرها الخارجي.

## الجوائز
- في فبراير عام 2020 فازت بجائزة "روابي" من الجمعية السعودية البريطانية، وذلك نظيراً لإنجازاتها في تعزيز الروابط الثقافية السعودية البريطانية.
- في عام 2021 فازت بجائزة الفنون البصرية في مبادرة الجوائز الثقافية الوطنية من وزارة الثقافة في نسختها الأولى.[13]